# Micropterix lagodechiella
Micropterix lagodechiella is een vlinder uit de familie van de oermotten (Micropterigidae). De wetenschappelijke naam van de soort is voor het eerst geldig gepubliceerd in 1987 door Zagulajev.